# Clavus annalis
Clavus annalis ('el clau de l'any') era un clau de bronze que un alt magistrat romà fixava cada any el dia 13 de setembre (idus de setembre), dies natalis del Temple de Júpiter Capitolí, a la paret del temple per a indicar l'arribada d'un nou any. Els claus servien per a comptar els anys transcorreguts.
Als romans, des d'antic, els va preocupar comptar el temps, especialment el cicle anual. En temps arcaics, quan encara no coneixien l'alfabet que més endavant van fer servir per numerar els anys o qualsevol altra cosa, comptaven els anys clavant un clau a la paret de fusta d'un temple, probablement el de la deessa del destí Fortuna. El costum va desaparèixer, però l'any 363 aC (390 de la fundació de Roma), es va dictar la llei Genutia Aemilia que establia que s'havia de fixar cada any un clau de bronze al Capitoli, conegut com a Clavus annalis. Aquest clau era un dels atributs de Necessitas perquè el compte del temps era vist com una necessitat indefugible. Aquest ritual s'anomenava clavum fingere i més endavant, en temps de la República, es va traslladar a l'altar dedicat a Minerva la deessa de la saviesa, que els havia conferit el do de saber comptar. Per tant, per saber els anys que havien passat només calia anar al temple i comptar els claus de la paret.
El significat de clavum fingere, segons Ciceró, era allò que el destí fixava inexorablement. La deessa Necessitas es representava portant un clau, amb el que fixava les decisions del destí. Segons Titus Livi, el costum provenia d'Etrúria, de Volsinii, i els etruscs contaven el nombre d'anys pels claus que hi havia clavats al temple de Nòrtia, la deessa etrusca del destí i de la fortuna. Aquest costum es va introduir a Roma, probablement en temps dels Tarquinis, quan van fundar el temple de Jupiter Optimus Maximus. Titus Livi diu també que el primer que va clavar un clau va ser el cònsol Marc Horaci Pulvil l'any 509 aC.
Quan a Roma es designava un dictador havia d'efectuar la cerimònia religiosa anomenada clavum fingere, i clavar un clau a la pared del temple, perquè quedés clar que assumia el càrrec per designi dels déus i no per ànsia de poder. Clavum fingere, que literalment vol dir «fixar el clau», era una manera de dir «fixar el destí». El clau tenia a veure amb un dels atributs de la deessa romana Necessitas i de la deessa etrusca Athrpa (equivalent a la grega Àtropos).